# Opération Animals
Opération Barclay de la Seconde Guerre mondiale
Batailles
Invasion de la Sicile
- Lampedusa
- Corkscrew
- Mincemeat
- Barclay
- Animals
- Chestnut
- Narcissus
- Fustian
- Ladbroke
- Gela
- Troina
- Centuripe

Invasion de l'Italie
- Baytown
- Avalanche
- Rome
- Slapstick
- Armistice de Cassibile
- Achse
- Naples
- Bombardement du Vatican
- Ligne Volturno
- Libération de la Corse
- Ligne Barbara
- Bombardement de Bari

Ligne Gustave
- Ligne Bernhardt
- Raincoat
- San Pietro Infine
- Rivière Moro
- Ortona
- Rivière Rapido
- Monte Cassino
- Shingle
- Cisterna
- Diadem
- Strangle
- Ligne Trasimene
- Libération de Rome
- Ancône
- Brassard

Ligne gothique
- Rimini
- Saint-Marin
- Gemmano
- Montecieco
- Monte Castello
- Garfagnana

Offensive du printemps 1945
- Tombola
- Bowler
- Roast
- Bologne
- Argenta Gap
- Herring
- Collecchio

Guerre civile italienne
L'opération Animals est une mission de la Seconde Guerre mondiale menée par le service spéciale britannique Special Operations Executive, en coopération avec les groupes de résistance grecs ELAS, Zeus, EDES, PAO et l'United States Army Air Forces. L'opération a eu lieu entre le 21 juin et le 11 juillet 1943 et comprenait une campagne organisée de sabotage en Grèce, pour tromper les puissances de l'Axe en leur faisant croire que la Grèce était la cible d'un débarquement amphibie allié, au lieu de la Sicile. Malgré le succès de la mission, la population civile grecque subira des représailles massives et l'intervention britannique dans les affaires intérieures de la résistance grecque exacerbera les tensions entre ses différentes composantes.